# Héctor Rossi
Héctor Rossi, (Floresta, 12 de febrero de 1979) es un locutor y presentador de televisión argentino. Entre 2003 y 2016 y luego entre 2022 y 2023, fue el locutor de Intrusos.

## Trayectoria
Es locutor recibido en ISER, desde 2001, matrícula 6702 del Comfer.
Es locutor de radio y conductor de televisión egresado de la Universidad de Morón. Es la voz de diferentes publicidades radiales y televisivas en Argentina, Chile, Uruguay y Paraguay. Fue locutor de "7 en 1" con Daniel Ambrosino y Cora Debarbieri, pero su labor más reconocida fue ser desde 2005 hasta 2016, y nuevamente desde 2022 la voz en off de Intrusos en el espectáculo, el programa líder de la emisora, con la conducción de Jorge Rial en su primera etapa y de Florencia de la V en su segunda etapa como locutor del programa.
Desde 2003, realiza el ciclo Primera Cita, de solos y solas en Radio Cooperativa, AM 740.
Desde 2003, es locutor estable del canal América 2.
Actualmente conduce Trasnoche 26 por Canal 26 (Argentina) y Mano a mano paranormal por UCL

## Locutor comercial
Participó como locutor comercial en transmisiones de fútbol en 
- Radio El Mundo,
- Radio Belgrano,
- Radio Mitre y
- Radio La Red AM 910.

## Humorista
Como humorista imitador, trabajó en 
- Radio Del Plata AM 1030, (Con Sergio Lapegue y Alfredo Leuco), y en
- Radio Mitre (en el Show de Boca).

Fue uno de los locutores de la vieja Radio Uno 103.1, propiedad de Marcelo Tinelli, y tenía a cargo los ciclos "Uno de acá" y "Uno elige".

## Programas
Fue locutor en off de diferentes ciclos
- Ayer
- Dale Georgina (2003)
- Intrusos en la  noche (2004)
- Intrusos en el espectáculo (2005-2016, 2022-2023)
- Top Ten
- La noche de Boca
- El diario de Carmen
- Entrelíneas con Antonio Laje (donde además era la voz en off de Nestor K)
- Ponele la firma (con Marcelo Polino)
- Voz en off en la clínica del Dr. Cureta
- Vivi tu suerte con Enzo
- 7 en 1
- Confrontados
- Trasnoche 26
- Mano a mano paranormal

Publicidades
- 102 años plus.